# Acacia mimula
Acacia mimula é uma espécie de leguminosa do gênero Acacia, pertencente à família Fabaceae.